# Río Curiuja
Der Río Curiuja ist der etwa 157 km lange linke Quellfluss des Río Purús (in Brasilien: Rio Purus) im Amazonastiefland der peruanischen Provinz Purús.

## Flusslauf
Der Río Curiuja entspringt im äußersten Westen der Provinz Purús in der Region Ucayali auf einer Höhe von etwa 500 m. Der Río Curiuja fließt in überwiegend ostsüdöstlicher Richtung durch das Amazonastiefland.
Dabei durchquert er das Indianerreservat Reserva Indígena Mashco Piro. Er trifft schließlich auf einer Höhe von etwa 310 m auf den weiter südlich verlaufenden Río Cujar.

## Einzugsgebiet
Der Río Curiuja entwässert ein Areal von etwa 1600 km². Dieses liegt vollständig im Nationalpark Alto Purús und ist mit tropischem Regenwald bedeckt. Das Einzugsgebiet des Río Curiuja grenzt im Süden an das des Río Cujar, im Westen an das des Río Inuya, im Norden an das des Río Curanja sowie im Osten an das des Río Maniche.